# À la carte
À la carte (fr., podle jídelního lístku) označuje svobodnou volbu jídel v restauračních zařízeních, že si lze jednotlivě objednat kterýkoli chod z nabídky dne, a i cena se nasčítává z cen jednotlivých položek. Vyřizování jednotlivých přání jednoho podruhém sice umožňuje velmi individuální přístup ke každému hostu zvlášť, zároveň však neumožňuje naplnit více takových přání najednou.
Jde o opačnou alternativu k Table d'hôte (fr., stůl podle hostitele), kde složení jídelního lístku, pořadí chodů, ba i příslušných příborů, naopak je vázáno konkrétním menu. Tento typ menu se tedy platí jednou pevnou cenou, za pevnou skladbu chodů stanovenou restauratérem. Jde svého druhu o rychlé pohoštění, rychlé z pohledu organizace, protože zůstává bez možnosti přizpůsobení podle individuálních přání. Dnes je tedy restauratéři používají například pro domluvené obědy turistických zájezdů, kdy běžně nabízejí pouze tři kompletní menu, zato s plným servisem a za přijatelnou cenu, navíc s garancí obsloužení všech hostů, např. z celého autobusu, v daném omezeném časovém rámci.

## Etymologie
Oba výrazy jsou výpůjčkami z francouzštiny 19. století.